# Nyrki Tapiovaara
Nyrki Tapiovaara, född 16 september 1911 i Tavastehus, död 29 februari 1940 i Tohmajärvi, var en finländsk regissör.

## Biografi
Tapiovaara ansågs vara en lovande avantgarde-betonad regissör, som var aktiv inom Tulenkantajatgruppen. Han regisserade många finska filmklassiker, bland annat En mans väg (1940).
Tapiovaara stupade under finska vinterkriget.

## Filmografi
- 1937 – Vildmarkens brud
- 1938 – Den stulna döden
- 1939 – Kaksi Vihtoria (finlandssvensk  titel: Toffelhjältar)
- 1939 – Herra Lahtinen lähtee lipettiin (finlandssvensk  titel: Bättre fly än illa fäkta)
- 1940 – En mans väg